# Petrik Andrea

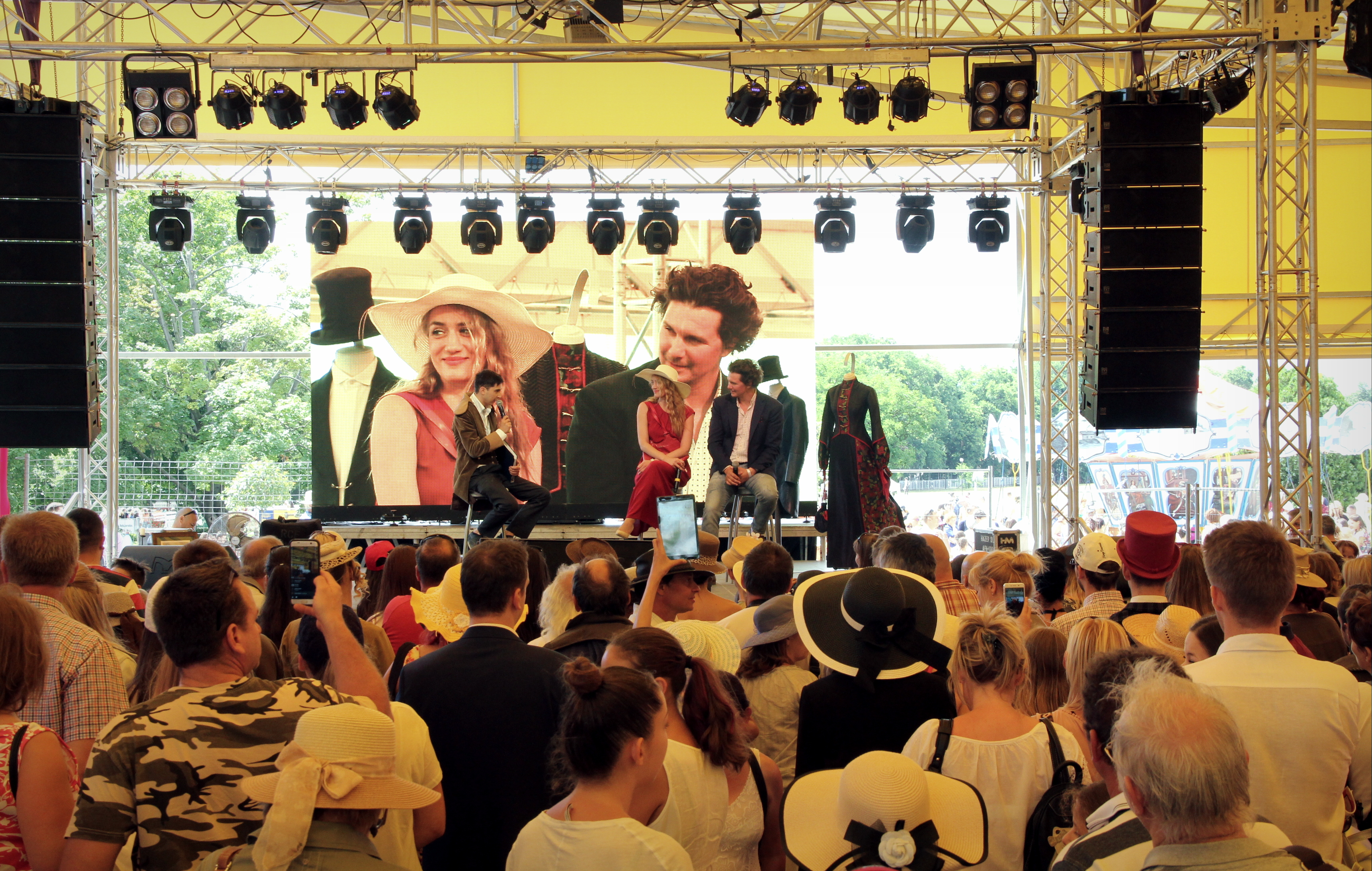
Színpadi beszélgetés a Kincsem c. film főszereplőivel, Petrik Andreával és Nagy Ervinnel a Kincsem Parkban

Petrik Andrea (Temerin, 1985. június 27. –) magyar színésznő.

## Életrajza
2011 óta (szerb-magyar) kettős állampolgár, családja Szerbiában él. Nem színházi közegben nőtt fel. Hatodikos korában, amikor egy iskolai színházlátogatáson az újvidéki színházban látta a Sztárcsinálók című musicalt, érezte, színész akar lenni. Ezért tizenöt évesen Magyarországra jött. Tagja volt a Vajdasági Magyar Versmondók Egyesületének, ahol megismerte Kovács Lehelt. Tőle hallott a szentesi Horváth Mihály Gimnáziumról, melynek drámairodalmi tagozatára járt. Nem vették fel elsőre a színművészeti egyetemre – bár a harmadik rostáig jutott –, így előbb az Új Színházhoz felvételizett és lett stúdiós, miközben egy polifoamgyárban is dolgozott.
2005–2009 között a Színház- és Filmművészeti Egyetemen tanult Hegedűs D. Géza, Marton László és Forgács Péter osztályában. Két évig – harmad- és negyedévesként – a Vígszínházban gyakornokoskodott. Szakdolgozatát A meztelenség és én a színpadon címmel írta, témavezetője Zsótér Sándor volt. Az egyetem elvégzése után azonnal, 2009-től a Radnóti Miklós Színház tagja lett, ahol már 2010-ben az évad legjobb színésznőjének szavazta a színház társulata és a közönség. Hét ott töltött év után a 2016–2017-es évadtól szabadúszó lett, de „fészekszínházában” több szerepét is megtartotta.
Több filmben és számos darabban játszott. Fellépett többek között a Pesti Színház, a Merlin Színház, a Gyulai Várszínház, a Maladype Színház előadásaiban is. 2016 nyarán Soós Attilával egy mozgásszínházi előadásra készül.
A színház mellett az éneklés is érdekli. Közreműködött például 2016. március 25-én a Modern Art Orchestra Dinyés Dániel szerzői esten, a Dinyés Dániel-Hajós András szerző páros színházak számára készült dalaiból összeállított válogatásában.
2019-től a Vígszínház színésznője.
Fontos számára, hogy részt vegyen közügyekben. A Mosoly Otthon Alapítvánnyal és a Bethesda Gyermekkórházzal áll kapcsolatban, ahol epilepsziás gyerekekkel foglalkozik.

## Magánélete
2019 szeptemberében bejelentette, hogy babát vár. 2020 áprilisában született meg kisfia, Benedek. 2021 decemberében született meg második gyermeke.
Férje Pallag Márton színész, rendező-koreográfus.

## Fontosabb színházi szerepei
- Bertolt Brecht: Baal – Sophie Dechant (Pesti Színház)
- Dosztojevszkij: A félkegyelmű – Nasztaszja Filippovna (Pesti Színház)
- Pass Andrea: Eltűnő ingerek – Nóri (Trafó, FÜGE produkció)
- Daniel Kehlmann: Szenteste – Judith (Hatszín Teátrum, Hybridkult Produkció)
- Pass Andrea: A vándorkutya – Edina (Vígszínház)
- Bertold Brecht: Jóembert keresünk – Sen Te/Sui ta (Vörösmarty Színház)
- Young Jean Lee: Templom – Anya (Szkéné Színház)
- Marc Norman, Tom Stoppard: Szerelmes Shakespeare – Viola (Madách Színház)
- Pass Andrea: Bebújós – Eszter, Panni (Füge Produkció)
- Márton László: Carmen – Carmen (Vörösmarty Színház, Székesfehérvár)
- A. P. Csehov: Három nővér – Natasa (Vörösmarty Színház, Székesfehérvár)
- Bulgakov, Vecsei H Miklós átiratában: Iván, a rettenet – Anaida Mihajlovna (Radnóti Miklós Színház)
- Virginia Woolf: Orlando – Orlando (Thealter – Trojka Színházi Társulás)
- Carlo Gozzi: Turandot – Turandot (Radnóti Miklós Színház)
- Pass Andrea: Napraforgó – Tanító néni (Füge Produkció)
- Csiky Gergely után Mohácsi István-Mohácsi János: Buborékok – Betti, szobalány Solmayéknál (Radnóti Miklós Színház)
- Euripidész: Oresztész – Argoszi asszonyok kara (Radnóti Miklós Színház)
- Csehov: Platonov – Apátlanul – Szofja Jegorovna (Radnóti Miklós Színház)
- Arthur Schnitzler: Anatol és a nők – Annie (Radnóti Miklós Színház)
- Ibsen: Hedda Gabler – Hedda (Radnóti Miklós Színház)
- Mohácsi István-Mohácsi János: A csillagos ég – Hennyei Aranka, PR (Radnóti Miklós Színház)
- William Shakespeare, Szabó Lőrinc: Macbeth/Anatómia – Lady Macbeth (Maladype Színház)
- Nényei Pál: Mozgófénykép – Perczel Zita, Törzs ugribugri leánya (Radnóti Miklós Színház)
- Gogol: Holt lelkek – Szofja Ivanovna (Radnóti Miklós Színház)
- Bertolt Brecht: Kurázsi mama és gyerekei – Kattrin, a néma lány (Radnóti Miklós Színház)
- Georges Feydeau: Bolha a fülbe – Lucienne Homenides de Histangua (Radnóti Miklós Színház)
- Tennessee Williams: Vágyvillamos – Stella DuBois Kowalski (Radnóti Miklós Színház)
- Bernard Shaw: Pygmalion – Eliza Doolittle (Radnóti Miklós Színház)
- Iszaak Babel: Alkony – Maruszja (Radnóti Miklós Színház)
- Lars von Trier: A Főfőnök – Mette (Radnóti Miklós Színház)
- Závada Pál: Betlen – Báthory Anna (Új Színház)
- Pedro Calderon: Az élet álom – Rosaura (Katona József Színház)
- Weöres Sándor: Psyché – Psyché (Gyulai Várszínház)
- Gárdonyi Géza: Rakott szesz (A bor) – Mari (Ódry Színpad)
- Heltai Jenő: Naftalin – Ilka (Radnóti Miklós Színház)
- Steinbeck: Édentől keletre – Kate (Új Színház)
- Füst Milán: Boldogtalanok – Nemesváraljai Gyarmaky Róza (Radnóti Miklós Színház)
- Szálinger Balázs: Oidipusz gyermekei – Antigoné (Radnóti Miklós Színház)
- Németh Ákos: Júlia és a hadnagya – Rita (Ódry Színpad)
- Giovanni Boccaccio: Dekameron – több szerep (Ódry Színpad)
- Carlo Goldoni: A chioggiai csetepaté – Lucietta (Pesti Színház)
- Térey János: Asztalizene – Alma (Ódry Színpad)
- Makszim Gorkij: Nyaralók – Marija Lvovna (Ódry Színpad)
- Bertolt Brecht: Koldusopera – Kocsma Jenny/Lucy (Ódry Színpad)
- Heltai Jenő: A tündérlaki lányok – Manci (Vígszínház)
- Korniss Mihály: Körmagyar – Takarítónő (Pesti Színház)
- David Eldridge: Az ünnep – Pia (Pesti Színház)
- G. M. Barrie-Egressy Zoltán: Pán Péter – Mrs. Darling (Vígszínház)
- William Shakespeare: Lír – Lír (Ódry Színpad)
- Sárosi István: Gyilkos etűdök – Nő (Pécsi Szabadtéri Játékok – Anna Udvar)
- Esterházy Péter: Rubens és a nemeuklideszi asszonyok – Helene (Pesti Színház)
- Gabriel Garcia Márquez: Száz év magány – Rebeca (Vígszínház)
- Ágota Kristóf: Fáj – Nyúlszáj, Iker, Nagymama (Ódry Színpad)

## Filmes és televíziós szerepek
- Londoni Au Pair (r.: Sára László, rövidfilm, 2009)[21] – Andi
- Teher (kisjátékfilm, r.: Herpai Sára, 2010)
- Kemény csajok nem álmodnak (r.: Zsemberi Zsófia, 2010) – lány
- versmob 0411- a virrasztás (kisjátékfilm, r.: Sarlós Dávid, 2011) – "Lyány"
- Ádám pincéje (kisjátékfilm, r.: Ipacs Gergely, 2011) – Juli
- Rabbi vagy miazisten (kisjátékfilm, r.: Paczolay Béla, 2012) – Évi
- Hacktion: Újratöltve (M1 – r.: Fonyó Gergely, Deák Kristóf, Orosz Dénes; 2012) – Gombos Éva
- Turiszt (r.: Szabó Szonja, rövidfilm, 2012)[21] – Cicuka
- Prágai hétvége (r.: Szabó Szonja, rövidfilm, 2013)[21] – Klarissza
- Társas játék (HBO – r.: Herendi Gábor, Fonyó Gergely; 2013)[21] – Lövey Laura[m 1]
- Prágai hétvége (kisjátékfilm, r.: Szabó Szonja, 2013) – Klarissza
- Sintér (r.: Fabricius Gábor, rövidfilm, 2014) – Geri barátnője
- Utóélet (r.: Zomborácz Virág, 2014)[21] – Angéla (a lelkész asszisztense[23])
- Akadálytalanul (esélyegyenlőségi műsor, 2014) – az epizód arca (április 2., az Autizmus Világnapja – a Nemzetközi Cseperedő Alapítvány tevékenysége)[24]
- Hajnali láz (r.: Gárdos Péter, 2015)[25] – Gold Judit (koncentrációs táborból szabadult nő,[5] Lili barátnője)[26][27]
- Kincsem (r: Herendi Gábor, 2017) – Klara von Oettingen[28]
- A nagy dobás (rövidfilm, r: Borsos Miklós, 2018)[29][30][31]
- Meghasonlatok (r.: Szemerédy Viktória, kisflim, 2019) – Nő
- Pesti balhé (r.: Lóth Balázs, 2020)[32]
- Szájhős.tv (r.: Forgács Péter, 2022) – Kovács Judit
- Ki vagy te (r.: Miklauzic Bence, 2022–2023) – Karola
- Lepattanó (r.: Vékes Csaba, 2024) – kolléga
- Pokoli rokonok (r.: Hámori Barbara, 2025) – nővér

## CD-k és hangoskönyvek
- Karafiáth Orsolya: Szirén

## Díjai
- Nemzetközi Színművészeti Egyetemi Fesztivál (Pozsony[2]) – legjobb színésznő (a Fáj című darabban, ami a fesztivál első helyezettje lett,[2] 2008)[33]
- Máthé Erzsi-ösztöndíj (mint az évfolyam legjobbja,[2] 2009)[33]
- Radnóti Színház díja – legjobb színésznő (2010)[33][34]
- Junior Prima díj (2010)[33][34]
- Őze Lajos-díj (2011)[33][34][m 2]
- Soós Imre-díj (2013)[33][34][36][37]